# Necho I.
Necho I. (altägyptisch Nekau, Neku; assyrisch Nikku, mNi-ik-ku-u; † 664 v. Chr.) wurde 671 v. Chr. vom assyrischen König Asarhaddon während seines zweiten Ägyptenfeldzuges als assyrischer Statthalter und Pharao (König) von Sais sowie Memphis eingesetzt. Asarhaddons Nachfolger Assurbanipal bestätigte ihn erneut im Jahr 667 v. Chr. als Statthalter und Pharao.
Kurz nach seiner Bestätigung beteiligte sich Necho als Anführer an einem antiassyrischen Aufstand mehrerer Nildeltafürsten. Die Rebellion wurde jedoch niedergeschlagen und Necho nach Ninive zu Assurbanipal gebracht, der ihn anschließend begnadigte und als König in Sais rehabilitierte. 664 v. Chr. starb er im Kampf gegen Tanotamun bei dessen Nildelta-Eroberung. Nach seinem Tod unterwarfen sich die übrigen Fürsten des Nildeltas dem oberägyptischen Pharao Tanotamun.